# Hasan al-Hudajbi
Hasan al-Hudajbi (ur. 1891 w Arab as-Sawaliha, zm. 1973) – egipski działacz polityczny i społeczny, drugi Najwyższy Przewodnik egipskiej gałęzi Braci Muzułmanów.

## Życiorys

### Młodość i wczesna działalność
Był synem miejscowego notabla. Ukończył szkołę koraniczną, a następnie studia prawnicze, po czym rozpoczął praktykę w kancelarii adwokackiej Hasana Ramadana, lidera Partii Ojczyźnianej. W 1924 otrzymał nominację sędziowską i pracował w tym zawodzie przez dalszych 26 lat. Nie angażował się politycznie; jedynym przejawem jego zainteresowań bieżącymi wydarzeniami w Egipcie był udział w pogrzebie Mustafy Kamila w 1908. Nie przejawiał konserwatywnych poglądów, wbrew obyczajom swojej warstwy społecznej osobiście poprosił o rękę swojej przyszłej żony, zamiast zwrócić się do jej rodziców za pośrednictwem ojca.
Ze Stowarzyszeniem Braci Muzułmanów był związany od 1943. W roku tym usłyszał mowę jego Najwyższego Przewodnika i założyciela Hasana al-Banny, po czym spotkał się z nim i zadeklarował poparcie dla jego programu.

### Najwyższy Przewodnik Braci Muzułmańskich
Po zamordowaniu al-Banny w 1949 został wybrany na nowego Najwyższego Przewodnika. Nie był wcześniej członkiem najwyższych organów stowarzyszenia, a jego wybór miał udowodnić władzom państwowym, iż Bracia zrywają z taktyką terrorystyczną, którą wcześniej stosowali, a tym samym uratować organizację przed delegalizacją. Według niektórych źródeł osoby związane z królem wprost zaaprobowały wybór al-Hudajbiego, a on sam został przedstawiony monarsze. W październiku 1951 nazwisko nowego Najwyższego Przewodnika zostało opublikowane.
Al-Hudajbi zrestrukturyzował organizację. Wbrew przewidywaniom okazał się energicznym działaczem, usunął z kierownictwa jego dotychczasowych członków. Potępił działalność terrorystycznej Sekcji Specjalnej Bractwa i ataki jego członków na brytyjskie oddziały stacjonujące nad Kanałem Sueskim. Oznajmił, iż zadaniem organizacji nie będzie walka zbrojna, a edukacja, studiowanie Koranu i wspieranie wszystkich chętnych w religijnym doskonaleniu się. Nowy kurs wzbudził silne kontrowersje w ugrupowaniu. Część jego członków uznała al-Hudajbiego za zdrajcę. Wewnętrzną dyskusję o dalszej działalności Bractwa przerwała jednak rewolucja Wolnych Oficerów.

#### Po przewrocie 1952
Hasan al-Hudajbi nie opowiedział się początkowo ani za zamachem stanu Wolnych Oficerów, ani przeciwko. Ostatecznie określił się jako zwolennik rewolucji, szybko stało się jednak widoczne, że jego poglądy polityczne były niekompatybilne z programem utworzonej po zwycięskim przewrocie Rady Rewolucyjnych Dowódców. Al-Hudajbi domagał się islamizacji państwa i ograniczenia reformy rolnej do gospodarstw o wielkości powyżej 500 arów (zdaniem lidera wojskowych Gamala Abdel Nasera parcelacji powinny podlegać majątki od 200 arów). Wolni Oficerowie i Bracia Muzułmańscy utrzymywali kontakty przez łączników (Anwar as-Sadat i Zakarijja Muhji ad-Din ze strony wojskowych oraz Ali Aszmawi z ramienia Bractwa), nie podjęli jednak współpracy na żadnym gruncie. Al-Hudajbi nie zdecydował się także na rejestrację Bractwa jako partii politycznej, za czym opowiadała się część jego współpracowników. Nadal uważał, iż islamizacja państwa - ostateczny cel jego organizacji - musi być realizowana poprzez stopniowe i pokojowe przekonywanie społeczeństwa.
Stosunki między Wolnymi Oficerami a Bractwem pogorszyły się na początku 1954. Hasan al-Hudajbi został aresztowany i oskarżony o jątrzenie na wyższych uczelniach (gdzie Bractwo faktycznie rekrutowało nowych członków i szkoliło ich w walce), nie poparł przewrotu z 1952 i utrudniał wdrażanie reformy rolnej. Do zarzutów tych dodano bezpodstawne oskarżenie o współpracę z Wielką Brytanią, które miało pogrążyć islamistów w oczach opinii publicznej. Al-Hudajbi wyszedł na wolność z inicjatywy prezydenta Muhammad Nadżib, toczącego z Abdel Naserem walkę o władzę w Egipcie.
26 listopada 1954 w Aleksandrii doszło do nieudanego zamachu na Abdel Nasera. Jego organizatorami byli Bracia Muzułmańscy, czemu al-Hudajbi bezskutecznie usiłował zaprzeczyć. Po zamachu doszło do masowych aresztowań członków organizacji. Al-Hudajbi został również uwięziony, a następnie stanął przed sądem i usłyszał wyrok śmierci, zamieniony następnie na dożywotnie więzienie. Uwięziony al-Hudajbi stracił pozycję lidera Bractwa, którą de facto przejął także przebywający w więzieniu Sajjid Kutb, główny ideolog organizacji, autor sugestywnych komentarzy do Koranu i tekstów politycznych. Zwolniony w 1961, nie miał większego wpływu na działalność Braci. Publicznie wyrażał poparcie dla koncepcji Kutba zawartych w pracy Słupy milowe na drodze, zgodził się wydać ją jako oficjalne stanowisko organizacji i zachęcać szeregowych członków organizacji do jej czytania.
Dopiero dwa lata po odzyskaniu wolności al-Hudajbi zdołał zwołać zebranie Rady Przywództwa Braci Muzułmanów. Chociaż doskonale zdawał sobie sprawę z faktu, że organizacja znajdowała się pod pełną kontrolą władz państwowych, zamierzał kontynuować działalność na rzecz islamizacji Egiptu. W kolejnych dwóch latach odniósł znaczące sukcesy w rekrutacji nowych członków. Stało się to przyczyną nowych zmasowanych aresztowań Braci Muzułmanów dokonanych w 1965. Przywódcy organizacji zostali oskarżeni o posiadanie tajnych magazynów broni i amunicji, przyjmowanie pieniędzy i broni od władz Arabii Saudyjskiej. W procesie zapadło kilka wyroków śmierci. Sędziwy al-Hudajbi został skazany na trzy lata więzienia.
Wydarzenia te zostały wśród pozostałych na wolności Braci Muzułmanów uznane za klęskę pokojowej i ewolucyjnej taktyki al-Hudajbiego. Wzrosło poparcie dla stosowania terroru. Mimo to al-Hudajbi pozostał Najwyższym Przewodnikiem organizacji do śmierci w 1973.
Jego syn Ma′amun al-Hudajbi również działał w organizacji Braci Muzułmańskich i w 1987 został z jej ramienia wybrany do egipskiego parlamentu, a w latach 2002-2004 był Najwyższym Przewodnikiem Bractwa w Egipcie.